# حدث تشيانغيانغ
حدث "تشيانغيانغ"، هو زخة شهب أو انفجار جوي وقع بالقرب من تشيانغيانغ في مارس أو أبريل من عام 1490. كانت المنطقة في ذلك الوقت جزءًا من مقاطعة شنشي، لكنها اليوم تتبع مقاطعة قانسو. وفي دراسة نُشرت عام 1994 في مجلة Meteoritics (علم النيازك وعلوم الكواكب)، تم تفسير هذا الحدث مبدئيًا على أنه انفجار جوي ناتج عن شهب.
سجلت بعض الحسابات الصينية التاريخية وقوع العديد من الوفيات جراء زخة الشهب، لكن السجل الرسمي لتاريخ سلالة مينغ ذكر الحدث دون الإشارة إلى الضحايا، مما يجعل عدد القتلى موضع شك من قبل العديد من الباحثين المعاصرين. وفي نفس العام، اكتشف الفلكيون الآسيويون بالصدفة المذنب C/1490 Y1، الذي قد يكون مصدرًا محتملاً لزخات شهب كوادرانتيد [الإنجليزية].

## زخة الشهب
تصف ثلاثة سجلات تاريخية صينية على الأقل الهطول المفترض للأحجار، حيث ذكر أحدها أن "الحجارة سقطت كالمطر." تتراوح تقديرات الوفيات في هذه المصادر من أكثر من عشرة آلاف شخص إلى عشرات الآلاف. يحتوي تاريخ مينغ [الإنجليزية] (التاريخ الرسمي لسلالة مينغ) على تقرير عن الحدث، وتُعتبر السجلات الأخرى الموثوقة عمومًا التي تذكر الحدث أيضًا. ومع ذلك، يغفل تاريخ مينغ ذكر عدد الضحايا، مما دفع العديد من الباحثين في العصر الحديث إلى التشكيك أو تقليل مصداقية الأرقام الواردة.
نظرًا لندرة المعلومات التفصيلية وغياب الشهب أو أي أدلة مادية باقية، لم يتمكن الباحثون من تحديد طبيعة الحدث بشكل قاطع، رغم دراستهم لاحتمال حدوث برد شديد. أشار كيفن ياو من مختبر الدفع النفاث التابع لناسا وزملاؤه إلى أوجه تشابه بين حدث تشيانغيانغ والانفجار الجوي في تونغوسكا عام 1908، الذي لو وقع فوق منطقة مأهولة، لكان قد أسفر عن العديد من الوفيات.
كتب أحد الشهود يصف هذا الحدث:
«سقطت الحجارة كالمطر في منطقة تشينغيانغ. كانت الحجارة الكبيرة تزن من 4 إلى 5 قنطار (حوالي 1.5 كجم)، والصغيرة منها تزن من 2 إلى 3 قنطار (حوالي 1 كجم). سقطت العديد من الحجارة في تشينغيانغ. كانت الأحجام مختلفة، وكانت الحجارة الكبيرة بحجم بيض الأوز والصغيرة بحجم الكستناء المائي. قُتل أكثر من 10,000 شخص، وهرع جميع سكان المدينة إلى أماكن أخرى»
يوثق مصدر من المعلومات الفلكية الصينية حول الظواهر السماوية (المجموعة الكاملة لسجلات الظواهر السماوية في الصين القديمة)، عشرة أعمال تتناول الحدث الذي وقع بين مارس وأبريل 1490، بما في ذلك تاريخ مينغ. كما توجد سجلات عن الحدث في الجرائد المحلية وتواريخ المنطقة. يذكر تاريخ مينغ فقط أن الحجارة سقطت بشكل غير قابل للإحصاء، وأن بعضها كان بحجم بيض الأوز. وتاريخ الحدث يُترجم إلى الفترة بين 21 مارس و19 أبريل 1490.

## المذنب المصادف
أشار الفلكيون عام 2007 إلى أن زخات الشهب السنوية "كوادرانتيد" قد تكون نشأت من تفكك المذنب C/1490 Y1، وذلك بعد حوالي قرن من اكتشافه لأول مرة في عام 1490 من قبل فلكيين صينيين ويابانيين وكوريين. كما تم اقتراح وجود علاقة مع الكويكب (196256) 2003 EH1.